# NGC 3464
NGC 3464是一个位于长蛇座的棒旋星系，1886年1月14日由奥蒙德·斯通发现。2002年，人们在NGC 3464发现两颗超新星。1月21日发现Ic超新星SN 2002J，11月12日发现Ib超新星SN 2002hy。2015年2月10日人们发现Ia超新星SN 2015H。